# Piszczatka (Białoruś)
Piszczatka (biał. Пясчатка, Piasčatka; ros. Песчатка, Pesczatka), hist. Piszczatka Połowiecka, Pieszczatka – wieś na Białorusi, w rejonie kamienieckim obwodu brzeskiego, w sielsowiecie Raśna. 
Znajduje się tu przejścia granicznego Połowce-Piszczatka. Nieopodal, po polskiej stronie granicy, znajduje się zniesiona kolonia Piszczatka, należąca dawniej do Piszczatki Połowieckiej.
Wyróżnik Połowiecka utworzony jest od nazwy pobliskiej wsi Połowce, w celu odróżnienia jej od Piszczatki (Bogackiej) koło Tymianki (dawniej obie Piszczatki należały do tej samej gminy Wierzchowice).

## Historia
Po III rozbiorze włość połowiecka z centrum w Piszczatce Połowieckiej znalazła się w Imperium Rosyjskim – w powiecie brzeskim guberni grodzieńskiej.
W okresie międzywojennym Piszczatka Połowiecka znajdowała się w powiecie brzeskim województwa poleskiego II Rzeczypospolitej, najpierw w gminie Połowce, następnie (od 1928) w gminie Wierzchowice. 